# Liste der Kreisstraßen im Landkreis Dingolfing-Landau
Die Liste der Kreisstraßen im Landkreis Dingolfing-Landau ist eine Auflistung der Kreisstraßen im bayerischen Landkreis Dingolfing-Landau mit deren Verlauf.

## Abkürzungen
- DEG: Kreisstraße im Landkreis Deggendorf
- DGF: Kreisstraße im Landkreis Dingolfing-Landau
- LA: Kreisstraße im Landkreis Landshut
- PAN: Kreisstraße im Landkreis Rottal-Inn
- SR: Kreisstraße im Landkreis Straubing-Bogen
- St: Staatsstraße in Bayern

## Liste
Nicht vorhandene bzw. nicht nachgewiesene Kreisstraßen werden in Kursivdruck gekennzeichnet, ebenso Straßen und Straßenabschnitte, die unabhängig vom Grund (Herabstufung zu einer Gemeindestraße oder Höherstufung) keine Kreisstraßen mehr sind.
Der Straßenverlauf wird in der Regel von Nord nach Süd und von West nach Ost angegeben.
| Nr. DGF | Verlauf |
| ------- | --- |
| DGF 1   | (LA 14 im Landkreis Landshut) – Landkreisgrenze – Niederviehbach – DGF 4 – Geltenhof – Schlott – Loiching – DGF 8 – Teisbach – DGF 16 – St 2327 in Dingolfing |
| DGF 2   | St 2114 – Thalham – DGF 24 – Kammern – Hilgersdorf – Haid – St 2325 in Wisselsdorf |
| DGF 3   | St 2074 in Gottfriedingerschwaige – Gottfrieding – Ottenkofen – Pilberskofen – DGF 11 – Mamming – DGF 20 – Bachhausen – Oberhöcking – Niederhöcking – DGF 25 – Landau an der Isar – St 2114 – DGF 26 – DGF 24 – St 2325 |
| DGF 4   | (LA 2 im Landkreis Landshut) – Landkreisgrenze – Rothhaus – St 2074 – Lichtensee – Niederviehbach – DGF 1 – Oberviehbach – Landkreisgrenze – (LA 2 im Landkreis Landshut) |
| DGF 5   | (SR 14 im Landkreis Straubing-Bogen) – Landkreisgrenze – DGF 6 – Trieching – Haidenkofen – DGF 26 – Haidlfing – Wallersdorf – St 2074/St 2325 – DGF 24 – Landkreisgrenze – (DEG 5 im Landkreis Deggendorf) |
| DGF 6   | (SR 72 im Landkreis Straubing-Bogen) – Landkreisgrenze – – DGF 5 – Trieching – Wirnsing – St 2074 – Pilsting – DGF 10 – St 2114 in Harburg |
| DGF 7   | DGF 21 – Failnbach – Thannenmais – St 2327 – Straßschneid – Hasenöd – Fränkendorf – Ruhstorf – Oberengbach – Mehnberg – DGF 38 – Falterhaid – |
| DGF 8   | St 2074 in Kronwieden – DGF 1 – Loiching – Weigendorf – Göttersdorf – Krottenthal – Pischelsdorf – Polling – St 2045 in Oberwolkersdorf |
| DGF 9   | St 2045 in Wendelskirchen – Anzenbrunn – Heising – Reinöd – Oberspechtrain – DGF 16 – Mietzing – Schermau – St 2111 |
| DGF 10  | (LA 20 im Landkreis Landshut) – Landkreisgrenze – Rimbach – DGF 43 – Dornwang – DGF 16 – St 2111 – Moosthenning – Oberviehmoos – DGF 15 – DGF 23 – Habich – Leonsberg – Großköllnbach – St 2114 – DGF 39 – St 2074 in Pilsting |
| DGF 11  | St 2074 in Mammingerschwaigen – Mamming – DGF 3 – Hof – Hirnkofen – Gablkofen – St 2327 – Griesbach – Steinberg – DGF 19 – Vilstalsee – St 2083 |
| DGF 12  | DGF 13 in Obertunding – Haiholz – DGF 23 – Ottering – Oberdaching – Unterdaching – St 2114 |
| DGF 13  | St 2111/St 2114 in Mengkofen – Niedertunding – Obertunding – DGF 12 – St 2111 in Unterhollerau |
| DGF 14  | (PAN 34 im Landkreis Rottal-Inn) – Landkreisgrenze – DGF 40 – Mühlen – Wildprechting – Siegsdorf – Watzendorf – DGF 17 – Haberskirchen – St 2327 – Petzlsdorf – Rahstorf – Landkreisgrenze – (PAN 35 im Landkreis Rottal-Inn) – Landkreisgrenze – Unterkollbach – Wannersberg – Landkreisgrenze – (PAN 35 im Landkreis Rottal-Inn) |
| DGF 15  | DGF 10 in Oberviehmoos – St 2074 – St 2327 – Frichlkofen – Unterweilnbach – Oberweilnbach – St 2111 |
| DGF 16  | DGF 10 in Dornwang – Höfen – St 2074 – Schönbühl – Teisbach – DGF 1 – Oberteisbach – DGF 9 |
| DGF 17  | (PAN 35 im Landkreis Rottal-Inn) – Landkreisgrenze – Breitenloh – DGF 14 |
| DGF 18  | St 2141 – Puchhausen – Meising – Weitenhülln – Landkreisgrenze – (SR 14 im Landkreis Straubing-Bogen) |
| DGF 19  | (LA 44 im Landkreis Landshut) – Landkreisgrenze – St 2111 – Gindlkofen – Poxau – Steinberg – DGF 11 – Warth – Freinberg – Reisach an der Vils – Bruckmühl – St 2327 – Aufeld – Altersberg – Grünbach – Sommershausen – Haag – Mettenhausen – Reichersdorf – DGF 32 – St 2113                                                       |
| DGF 20  | DGF 13 in Mamming – Bubach – Dittenkofen – Ruhsam – Kuttenkofen – St 2327 |
| DGF 21  | St 2327 in Reisbach – Nackenberg – Unterkenading – Oberkenading – DGF 7 – Bachham – Landkreisgrenze – (PAN 45 im Landkreis Rottal-Inn) |
| DGF 22  | St 2083/St 2327 in Niederreisbach – Lodersöd – Hiendlsöd – Haingersdorf – Nattersdorf – /St 2112 |
| DGF 23  | (SR 30 im Landkreis Straubing-Bogen) – Landkreisgrenze – Unterhaslau – Holzbuch – Ottering – DGF 12 – Großweiher – Thürnthenning – DGF 10 |
| DGF 24  | DGF 5 in Wallersdorf – St 2325 – Wallersdorfermoos – DGF 3 – Kleegarten – Zeholfing – St 2114 – Schönberg – DGF 2 – Schlüpfing – Exing – St 2113 – St 2083 in Rengersdorf |
| DGF 25  | DGF 3 in Niederhöcking – Fichtheim – /St 2113 |
| DGF 26  | (SR 27 im Landkreis Straubing-Bogen) – Landkreisgrenze – Haidenkofen – DGF 5 – Ganacker – St 2074 – St 2114 Oberes Moos – DGF 3 – St 2114 in Landau an der Isar |
| DGF 27  | (SR 9 im Landkreis Straubing-Bogen) – Landkreisgrenze – See – Lindhof – Mattenkofen – Altenbuch – St 2325 – DGF 35 – Landkreisgrenze – (DEG 13 im Landkreis Deggendorf) |
| DGF 29  | St 2083 in Aufhausen – Unternehmbach – St 2112 in Simbach |
| DGF 30  | St 2113 – Wannersdorf – Eggendorf – St 2325 – Rohrbach – Kuföd – Pitzling – St 2124 – DGF 33 – Wochenweis – Einstorf – Reichstorf – Pöcking – Landkreisgrenze – (DEG 36 im Landkreis Deggendorf) |
| DGF 31  | St 2083 in Rengersdorf – Paßhausen – Attenkaisen – Indersbach – DGF 34 – Pollnöd – Unterklingenbach – St 2325 – Perbing – Petzenbach – St 2083 – Enzerweis – Hütt – St 2124 |
| DGF 32  | DGF 19 in Reichersdorf – Aufhausen – St 2083 – Obermadl – Landkreisgrenze – (PAN 37 im Landkreis Rottal-Inn) |
| DGF 33  | (DEG 34 im Landkreis Deggendorf) – Landkreisgrenze – Hartkirchen – DGF 30 |
| DGF 34  | St 2083 in Adldorf – Lindert – Indersbach – DGF 31 – Landkreisgrenze – (PAN 54 im Landkreis Rottal-Inn) |
| DGF 35  | DGF 27 in Altenbuch – Landkreisgrenze – (DEG 22 im Landkreis Deggendorf) |
| DGF 36  | St 2325 – Moosfürth – DGF 37 – Landkreisgrenze – (DEG 21 im Landkreis Deggendorf) |
| DGF 37  | DGF 37 in Moosfürth – Landkreisgrenze – (DEG 20 im Landkreis Deggendorf) |
| DGF 38  | DGF 7 – Landkreisgrenze – (PAN 50 im Landkreis Rottal-Inn) |
| DGF 39  | (SR 17 im Landkreis Straubing-Bogen) – Landkreisgrenze – Etzenhausen – St 2114 in Großköllnbach |
| DGF 40  | St 2111 bei Marklkofen – Schwingham – Landkreisgrenze – (PAN 53 im Landkreis Rottal-Inn) |
| DGF 41  | (SR 55 im Landkreis Straubing-Bogen) – Landkreisgrenze – St 2111 in Martinsbuch |
| DGF 42  | (SR 53 im Landkreis Straubing-Bogen) – Landkreisgrenze – Pramersbuch – Unterallmannsbach – Süßkofen – St 2328 – DGF 43 – Mühlhausen – Landkreisgrenze – (LA 4 im Landkreis Landshut) |
| DGF 43  | DGF 42 – Mühlhausen – Ottending – St 2141 – Dreifaltigkeitsberg – DGF 10 in Rimbach |
| DGF 44  | St 2083 in Frontenhausen – Waldfried – Altenkirchen – Georgenschwimmbach – Sonnleiten – Landkreisgrenze – (PAN 33 im Landkreis Rottal-Inn) |
| DGF 45  | St 2111 – Landkreisgrenze – (SR 25 im Landkreis Straubing-Bogen) |
| DGF 48  | (PAN 53 im Landkreis Rottal-Inn) – Landkreisgrenze – DGF 14 |